# Síndrome de Malan
El síndrome de Malan (MALNS) es un síndrome raro de sobrecrecimiento causado por mutaciones autosómicas dominantes en el gen  El síndrome se caracteriza por sobrecrecimiento, dismorfia craneofaciales, discapacidad intelectual y problemas de comportamiento. Anteriormente, se diagnosticaba como el síndrome de Sotos.

## Indicaciones y síntomas
El síndrome de Malan se define por un sobrecrecimiento inicial y una discapacidad intelectual de leve a severa. Aproximadamente todos los individuos con el síndrome de Malan presentan una estructura, peso y perímetro cefálico superiores en los primeros años de vida por encima del promedio. Sin embargo, solo un tercio de los adultos con el síndrome de Malan están >2 desviaciones estándar por encima del promedio. La mayoría de los individuos muestran una edad ósea avanzada. Puede que se observe hipotonía y convulsiones.
Todos los individuos presentan algún grado de retraso en el desarrollo y discapacidad intelectual la cual típicamente varía de moderada a grave, aunque se han observado casos leves. La función cognitiva, la función adaptativa y las habilidades lingüísticas están deterioradas. Se reporta frecuentemente ansiedad e hipersensibilidad al ruido. Características del espectro autista se observaron en 31% de individuos.
Los rasgos faciales del síndrome de Malan incluyen dolicocefalia, cara larga o triangular, frente prominente, puente nasal deprimido, ojos hundidos, fisuras palpebrales descendentes, nariz corta con antevertida, surco nasolabial largo, labio inferior evertido y barbilla prominente. Las características marfanoides son extremadamente comunes, incluyendo escoliosis, hipercifosis o hiperlordosis, tórax excavado o pecho de paloma, complexión esbelta y manos largas.
Las características oftalmológicas son comunes en el síndrome de Malan y pueden utilizarse para distinguirlo del síndrome de Sotos. La deficiencia visual puede incluir el estrabismo, la miopía, la hipermetropía, el astigmatismo y el nistagmo. A menudo se observa esclerótica azul.

## Causa
El síndrome de Malan esta causado por mutaciones autosómicas dominantes en el gen NFIX. Se han reportado variantes y supresiones en algunos casos, que afectan a CACNA1A asociada con la ataxia episódica tipo dos o a la migraña hemipléjica familiar. Casi todos los casos están causados por las mutaciones de novo, aunque se han observado en casos familiares debido a mosaicismo parental o la gonadal.

## Manejo
Los individuos con el síndrome de Malan deben recibir una evaluación comprensiva de todos los principales sistemas corporales en el diagnóstico. La estatura, el peso, la circunferencia de la cabeza, el índice de masa corporal (IMC) y la ingesta de alimentos deben de ser evaluados regularmente. Se recomiendan evaluaciones ortopédicas y visuales de forma anual hasta la pubertad. El riesgo de fractura óseas patológicas se incrementa con el síndrome de Malan; la integridad ósea puede ser evaluada mediante DXA. Las características neurológicas como la epilepsia y los síntomas vegetativos deben recibir tratamiento estándar. Los problemas neuropsiquiátricos y de comportamiento deben ser evaluados, diagnosticados y gestionados de manera adecuada.